# Lepanthes anisoloba
Lepanthes anisoloba är en orkidéart som beskrevs av Donald Dungan Dod och Carlyle August Luer. Lepanthes anisoloba ingår i släktet Lepanthes och familjen orkidéer. Inga underarter finns listade i Catalogue of Life.